# 諺文綴字法
諺文綴字法（おんもんていじほう、ごんもん-、げんぶん-）は、1930年に朝鮮総督府が定めた朝鮮語の正書法である。

## 経緯
1912年に「普通学校用諺文綴字法」、1921年に「普通学校用諺文綴字法大要」を定めた朝鮮総督府は、児童の学習能率の向上、朝鮮語の綴字法の整理・統一のため、新正書法の作成作業にとりかかった。作業は1928年から第1次調査会（調査委員：朴勝斗，朴永斌，沈宜麟，李世楨）を経て学務局原案を作成し、1929年から第2次調査会（調査委員：権悳奎，金尚会，申明均，沈宜麟，李世楨，李完応，張志暎，鄭烈模，崔鉉培，小倉進平，高橋亨，田中徳太郎，西村真太郎，藤波義貞）で原案を審議した。
この正書法の特徴は、それまでの総督府による正書法と比べて、形態主義的な表記法を広く導入したことである。これは、調査委員に権悳奎，申明均，沈宜麟，鄭烈模，崔鉉培といった周時経門下の形態主義派の学者が多く加わり、彼らの意見を受け入れたものと推測される。ただし、形態主義に対する表音主義派の反発も根強かったと見られ、諺文綴字法に見られる形態主義の不完全さは両派の確執の産物ともいうべきものであった。このため形態主義派はその後、朝鮮語学会（現・ハングル学会）を舞台にして、形態主義的な表記をさらに進め、1933年に「朝鮮語綴字法統一案」を定めることになる。朝鮮解放後・南北分断後の正書法は、この「朝鮮語綴字法統一案」を基にして形作られることになる。

## 構成
諺文綴字法は総説と各説から成り、総説は3項、各説は25項からなる。また、さらに附記が2項ある。なお、諺文綴字法の本文とは別途に、分かち書きに関する規定である「分別書方」が3項ある。

## 特徴
以下に、南北の現行正書法（ハングル正書法、朝鮮語規範集）と異なる点を中心にして、諺文正書法の特徴を述べる。

### 字母
字母に関する規定は特にない。ただし、子音字母の名称については、附記1に以下のように規定されている。
ㄱ：기역，ㄴ：니은，ㄷ：디귿，ㄹ：리을，ㅁ：미음，ㅂ：비읍，ㅅ：시옷
ㅇ：이응，ㅈ：지읒，ㅊ：치읓，ㅋ：키윽，ㅌ：티읕，ㅍ：피읖，ㅎ：히읏
この名称は『訓蒙字会』（1527年）における名称を踏襲したものであり、現在の韓国における名称も、おおむね踏襲しているが、北朝鮮では、一部異なる名称を用いている。

### 漢字音の表記法
普通学校用諺文綴字法（1912年）では固有語と漢字語とで表記の原則が異なり、固有語はより発音通りにつづる反面、漢字語は現代の発音とかけ離れた古い表記を残した。その結果、母音字「ㆍ」（アレア）や /저/ と発音される「뎌，져」などの古いつづりが漢字語において依然として残っていた。諺文綴字法では漢字語に残っていた古い表記法の名残を廃止し、固有語と同じく実際の漢字音に即してつづることにした。
| 綴字法大要* | 諺文綴字法 | 日本語 |
| ----------- | ---------- | ------ |
| 댱관        | 장관       | 長官   |
| 뎍당        | 적당       | 適当   |
| 뎨일        | 제일       | 第一   |
| 쥬인        | 주인       | 主人   |

* 「綴字法大要」は「普通学校用諺文綴字法大要」（1921年）のこと。

### 終声の表記法
それまでの正書法では表音主義的な傾向が強く、また終声字には「ㄱ，ㄴ，ㄹ，ㅁ，ㅂ，ㅅ，ㅇ」の7字のみを用いることになっていたので、語幹と語尾の境界は不明瞭なままつづられることが多かった。諺文綴字法では形態主義を広く導入し、語幹を一定につづるようにした。この形態主義的表記法の導入に合わせて、「ㄷ，ㅌ，ㅈ，ㅊ，ㅍ」といった子音字母を終声に用いることを認め、また「ㄲ，ㄳ，ㅄ，ㄵ，ㄾ，ㄿ，ㄺ，ㄻ，ㄼ」といった2文字の終声も認めた。
| 綴字法大要 | 諺文綴字法 | 日本語 |
| ---------- | ---------- | ------ |
| 밧헤       | 밭에       | 畑に   |
| 깁흘       | 깊을       | 深い   |
| 갑슨       | 값은       | 値段は |
| 닥글       | 닦을       | 磨く   |

ただし、「ㅋ，ㅎ」を終声字として用いることは認められておらず、また現行で認められている2文字の終声のうち「ㄶ，ㅀ，ㅆ」は認められていない。
| 諺文綴字法 | 現行正書法* | 日本語   |
| ---------- | ----------- | -------- |
| 조타       | 좋다        | よい     |
| 좃소       | 좋소        | よいです |
| 만타       | 많다        | 多い     |
| 깊엇다     | 깊었다      | 深かった |

* 「現行正書法」は「ハングル正書法」（南）、「朝鮮語規範集」（北）のこと。
終声「ㅊ」に終わる体言に「에」が付くときは「테」とつづった。また「ㅌ」に終わる体言に「이」が付くときは「치」とつづった。これらは実際の発音に依拠した表記法であるが、諺文綴字法の形態主義の不完全さの現れといえる。
| 諺文綴字法 | 現行正書法 | 日本語 |
| ---------- | ---------- | ------ |
| 숯테       | 숯에       | 炭に   |
| 끝치       | 끝이       | 端が   |

ㄷ変格用言の終声には「ㅅ」を用いた。
| 諺文綴字法 | 現行正書法 | 日本語 |
| ---------- | ---------- | ------ |
| 뭇다       | 묻다       | 問う   |
| 듯다       | 듣다       | 聞く   |

### 合成語の表記法
合成語において第1要素の末尾に「間のs（사이시옷）」を終声として表記するのは、韓国の現行正書法であるハングル正書法と同一である。ただし、ハングル正書法では第1要素が子音で終わる場合に「間のs」を表記しないのに対し、諺文正書法では第1要素が子音で終わる場合、第1要素と第2要素の間に1文字として「間のs」を入れた。
| 諺文綴字法 | ハングル正書法 | 日本語 |
| ---------- | -------------- | ------ |
| 담뱃대     | 담뱃대         | キセル |
| 문ㅅ자     | 문자           | 文字   |

なお、要素間に1文字として「間のs」を表記する方法は1933年の朝鮮語綴字法統一案では採用されなかったが、1940年改訂版で採用されることとなる。

### 語尾の表記法
用言の「-아/-어」形において語幹末音が「ㅣ，ㅐ，ㅔ，ㅚ，ㅟ，ㅢ」である母音語幹は-여を付ける。語幹末音が「ㅣ」の場合は後続の「-여」とともに縮約されて「ㅕ」とつづり、「ㅣ여」とつづるのはㅅ変格用言の場合に限られる。また、「지，치」に「-여」がついて縮約される場合は「저，처」とつづられた。これは「져，쳐」というつづりが認められていないからである。
なお、この表記に関して朝鮮語綴字法統一案では完全な形態主義に依拠し、陽母音語幹の場合は「-아」、陰母音語幹の場合は「-어」とつづることにし、現行のハングル正書法もこれに従っている。一方、北朝鮮では朝鮮語綴字法（1954年）においてすでに諺文綴字法と同様に「-여」とつづることになっている。
| 諺文綴字法 | ハングル正書法 | 朝鮮語綴字法 | 日本語           |
| ---------- | -------------- | ------------ | ---------------- |
| 되여       | 되어           | 되여         | なって           |
| 그려       | 그려/그리어    | 그려/그리여  | 描いて           |
| 이여       | 이어           | 이어         | 続いて（ㅅ変格） |
| 저         | 져             | 져           | 負けて           |

/요/ と発音される語尾は、하오体（中称）に由来するもの、해요体（略待上称）に由来するものを問わず、ともに「오」と表記した。
| 諺文綴字法 | 現行正書法 | 日本語               |
| ---------- | ---------- | -------------------- |
| 가시오     | 가시오     | 行きなさい（하오体） |
| 먹지오     | 먹지요     | 食べます（해요体）   |

副詞形語尾「-이，-히」は発音如何により使い分けるとしており、現行の正書法とは原理を異にしている。
| 諺文綴字法 | 現行正書法 | 日本語 |
| ---------- | ---------- | ------ |
| 불상히     | 불쌍히     | 憐れに |
| 나란이     | 나란히     | 並んで |

### 日本語表記規定

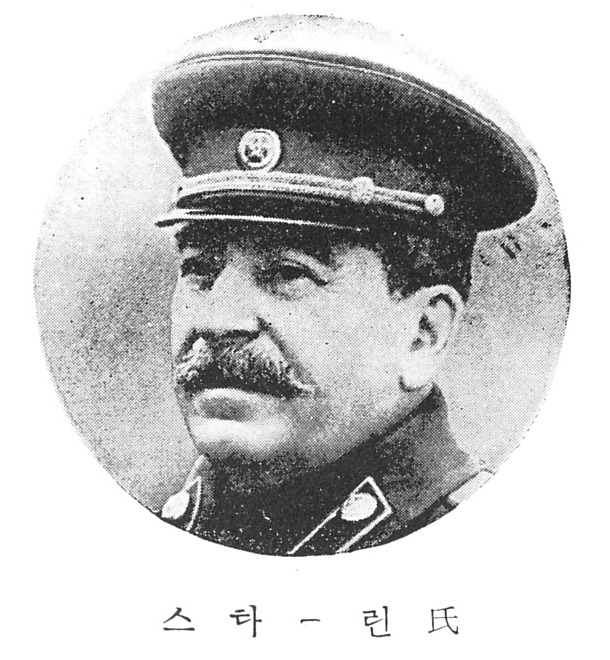
終戦直後の朝鮮語書籍で表記された「スターリン」
日本語同様の長音符「ー」が表記されている。（現行の綴りでは「스탈린」）

「ス，ツ」を「스，쓰」と表記する点は韓国の現行の日本語表記法と軌を一にしている。その一方で、長母音の表記に日本語の表記と同様に音引き「ー」を用いている。